# Антонов, Александр Сергеевич
Алекса́ндр Серге́евич Анто́нов (8 апреля 1972, Арсеньев, Приморский край, РСФСР, СССР ― 2 декабря 2022, Клещиевка, Бахмутский район, Донецкая область, Украина) ― российский военный лётчик, сотрудник ЧВК Вагнера, подполковник ВВС в отставке, Заслуженный военный лётчик Российской Федерации. Герой Российской Федерации.

## Биография
Окончил школу № 18 в городе Волгодонск. В 1990 году поступил в Барнаульское высшее военное авиационное училище лётчиков. После окончания училища в 1995 году служил в ВВС РФ, в том числе во 2-м бомбардировочном авиационном полку истребителей-бомбардировщиков в селе Джида, с 2010 года — на 6980-й авиабазе в Челябинске. Летом 2022 года вышел в отставку, последняя должность — заместитель командира авиаполка по лётной подготовке.
Вскоре после ухода в отставку вступил в авиационное крыло ЧВК Вагнера.
В ходе вторжения России на Украину, 2 декабря 2022 после 22:00 фронтовой бомбардировщик Су-24М, которым командовал Антонов, был сбит украинскими войсками из ПЗРК. Антонов с целью срыва атаки противника, направил горящий самолет в танковую колонну ВСУ, последний и его штурман Владимир Никишин погибли.15 декабря их останки были переданы представителям ЧВК Вагнер. 25 декабря Антонов был похоронен на Преображенском кладбище Челябинска.

## Награды и премии
Получил многочисленные награды, среди которых:
- Герой Российской Федерации (17 декабря 2022, посмертно) — «за мужество и героизм, проявленные в ходе выполнения боевых задач». Награждён одновременно со своим штурманом Владимиром Никишиным
- Медаль Жукова
- Медаль Нестерова
- Медаль «За воинскую доблесть» 2-й степени
- Медаль «За отличие в военной службе» 3-й, 2-й и 1-й степени (20 лет)
- Медаль «Участнику военной операции в Сирии»
- Звание «Заслуженный военный лётчик Российской Федерации»
- Имя лётчика теперь носит школа № 18 г. Волгодонска